# 阿尔凯沃
阿尔凯沃（法語：Arquèves，法語發音：[aʁkɛv]）是法国上法蘭西大區索姆省的一个市镇，属于亚眠区。

## 地理
阿尔凯沃（50°4'18"N, 2°28'7"E）面积7.64 平方千米，位于法国上法蘭西大區索姆省，该省份为法国北部沿海省份，北起加来海峡省和北部省，西接滨海塞纳省和大西洋英吉利海峡，南至瓦兹省，东临埃纳省。
与阿尔凯沃接壤的市镇（或旧市镇、城区）包括：莱阿尔维莱尔、卢旺库尔、马里约、兰舍瓦勒、图唐库尔、沃谢勒莱索蒂。

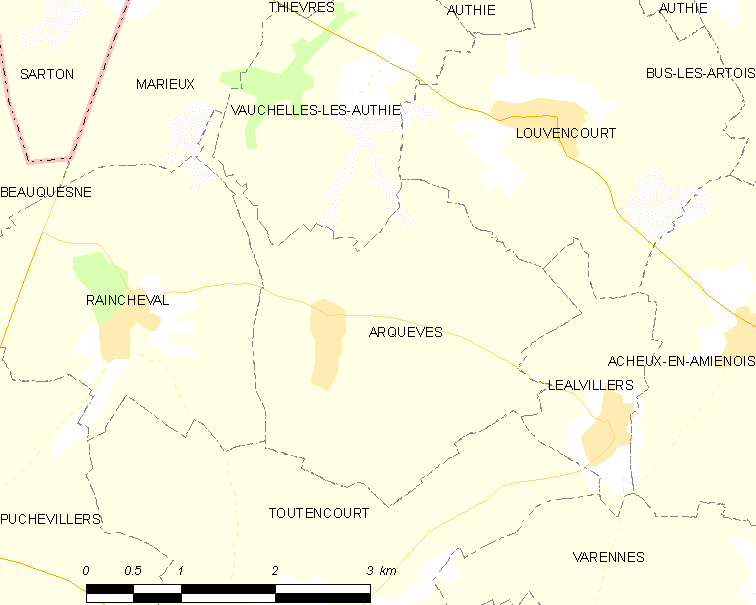
阿尔凯沃的OSM定位图

阿尔凯沃的时区为UTC+01:00、UTC+02:00（夏令时）。

## 行政
阿尔凯沃的邮政编码为80560，INSEE市镇编码为80028。

## 政治
阿尔凯沃所属的省级选区为阿尔贝县。

## 人口

1962-2008年间阿尔凯沃人口变化图示

阿尔凯沃于2022年1月1日时的人口数量为154人。